# Pi2 Ursae Majoris
Pi² Ursae Majoris (π² UMa, 4 UMa) – gwiazda w gwiazdozbiorze Wielkiej Niedźwiedzicy, której główny składnik jest olbrzymem o typie widmowym K1 III. Znajduje się około 256 lat świetlnych od Słońca.

## Charakterystyka
Pi² UMa jest pomarańczowym olbrzymem o jasności 127 razy większej niż Słońce, o temperaturze około 4415 kelwinów. Wokół tej gwiazdy krąży planeta, gazowy olbrzym o oznaczeniu 4 Ursae Majoris b. Ma ona masę minimalną równą 5,5–8,7 MJ, okrąża gwiazdę w odległości 0,87 au; została odkryta w 2007 roku.